# Skalice (Třebívlice)
Skalice je vesnice, část obce Třebívlice v okrese Litoměřice. Nachází se asi 4,5 km na sever od Třebívlic. V roce 2009 zde bylo evidováno 78 adres. V roce 2011 zde trvale žilo 29 obyvatel.
Skalice leží v katastrálním území Skalice u Lovosic o rozloze 0,8 km2.

## Historie
Nejstarší písemná zmínka pochází z roku 1414.

## Obyvatelstvo
|                                                                | 1869 | 1880 | 1890 | 1900 | 1910 | 1921 | 1930 | 1950 | 1961 | 1970 | 1980 | 1991 | 2001 | 2011 |
| -------------------------------------------------------------- | ---- | ---- | ---- | ---- | ---- | ---- | ---- | ---- | ---- | ---- | ---- | ---- | ---- | ---- |
| Obyvatelé                                                      | 125  | 138  | 132  | 143  | 149  | 131  | 127  | 61   | 67   | 49   | 34   | 29   | 33   | 29   |
| Domy                                                           | 20   | 20   | 22   | 23   | 25   | 26   | 26   | 27   | .    | 15   | 14   | 15   | 17   | 20   |
| Počet domů z roku 1961 je zahrnut v domech místní části Staré. |      |      |      |      |      |      |      |      |      |      |      |      |      |      |